# Free Fall Into Fear
Free Fall into Fear è il quarto album della band Trail of Tears.

## Tracce
1. Joyless Trance of Winter – 4:20
2. Carrier of the Scars of Life – 5:31
3. Frail Expectation – 5:26
4. Cold Hand of Retribution – 4:41
5. Watch You Fall – 4:57
6. The Architect of My Downfall – 3:41
7. Drink Away the Demons – 4:17
8. Point Zero – 3:33
9. Dry Well of Life – 3:39
10. The Face of Jealousy – 4:56

## Formazione
- Ronny Thorsen - voce
- Kjetil Nordhus - voce
- Runar Hansen - chitarra solista
- Terje Heiseldal - chitarra
- Kjell Rune Hagen - basso
- Frank Roald Hagen - tastiere
- Jonathan Perez - batteria